# Abbondio Cavadini
Abbondio Cavadini, né le 5 mars 1846 à Calcinate (Italie) et décédé le 26 mars 1910 à Mangalore (Inde), était un prêtre jésuite suisse, missionnaire en Inde et évêque de Mangalore de 1895 à sa mort, en 1910. 

## Biographie
Originaire de Morbio Inferiore, dans le Tessin (Suisse) mais né à Calcinate (Italie) Abbondio Cavadini est le fils de Pietro et de Maria Realini. Après le séminaire à Bergame, il entre chez les Jésuites en Italie (1867). Il enseigne dans les collèges d'Eppan et de Tramin, dans le Trentin-Haut-Adige. Il enseigne au collège Fagnani à Padoue en 1874 et est ordonné prêtre en 1876. Il arrive en France et obtint un doctorat en théologie en 1878 au scolasticat jésuite de Laval. Il est professeur au collège des Alleux en 1878-79. 
Cavadini est envoyé à la mission de Mangalore en Inde. Il y est professeur et recteur du collège de Saint-Louis (Mangalore), affilié à l'université de Madras. Il est nommé supérieur de toute la mission en 1890 et, cinq ans plus tard, évêque de Mangalore en 1895. 
Abbondio Cavadini meurt le 26 mars 1910 à Kodailbail, une localité de la ville de Mangalore, en Inde. 